# Aphonopelma stoicum
Aphonopelma stoicum là một loài nhện trong họ Theraphosidae.
Loài này thuộc chi Aphonopelma. Aphonopelma stoicum được Ralph Vary Chamberlin miêu tả năm 1925.